# Veprecula polyacantha
Veprecula polyacantha is een slakkensoort uit de familie van de Raphitomidae. De wetenschappelijke naam van de soort is voor het eerst geldig gepubliceerd in 2012 door Stahlschmidt, Chino & Kilburn.